# Eiga Doraemon: Nobita to kiseki no shima ~Animal Adventure~
Eiga Doraemon: Nobita to kiseki no shima ~Animal Adventure~ (映画ドラえもん のび太と奇跡の島 ～アニマル アドベンチャー～?, Doraemon - Nobita to kiseki no shima ~Animaru Adobenchā~, lett. Doraemon - Nobita e l'isola dei miracoli ~L'avventura degli animali~) è un film d'animazione del 2012 diretto da Kôzô Kuzuha.
È il trentaduesimo film (Kodomo) tratto dalla serie Doraemon di Fujiko Fujio.

## Trama
Nobita e Doraemon grazie al magico "albero del tempo" catturano un gigantesco uccello chiamato Moa, estinto da oltre cinquecento anni. Per prevenire l'estinzione del gigantesco animale, Nobita e Doraemon, insieme agli amici Shizuka, Gian e Suneo, portano l'uccello sull'isola Beremon, in cui continuano ad esistere varie creature, estinte altrove, protette da un insetto dorato chiamato Herakles.

## Colonna sonora

### Sigle
| Giappone | Giappone                                          | Giappone                  | Giappone |
| Tipo     | Titolo                                            | Cantante                  |          |
| -------- | ------------------------------------------------- | ------------------------- | -------- |
| Opening  | Yume o kanaete Doraemon (夢をかなえてドラえもん?) | mao, Himawari Kids (coro) |          |
| Ending   | Iki teru ikite ku (生きてる生きてく?)             | Masaharu Fukuyama         |          |

## Distribuzione
Il film è stato proiettato per la prima volta nelle sale cinematografiche giapponesi il 3 marzo 2012.
Al film è legato un videogioco dall'omonimo titolo.